# Ekstraklasa 2008-2009
L'Ekstraklasa 2008-2009 fu l'83ª edizione della massima serie del campionato polacco di calcio, la 75ª edizione nel formato di campionato. La stagione iniziò l'8 agosto 2008 e si concluse il 30 maggio 2009. Il Wisła Cracovia vinse il campionato per la dodicesima volta nella sua storia, la seconda consecutiva. Capocannonieri del torneo furono Paweł Brożek, attaccante del Wisła Cracovia, e Takesure Chinyama, attaccante del Legia Varsavia, con 19 reti realizzate a testa.

## Stagione

### Novità
Per il loro coinvolgimento nello scandalo corruzione scoppiato nel calcio polacco, lo Zagłębie Lubin, il Korona Kielce e il Widzew Łódź vennero retrocessi in I liga, mentre lo Zagłębie Sosnowiec, ultimo classificato in I liga 2007-2008, venne retrocesso direttamente in II liga. Di conseguenza, dalla II liga 2007-2008 vennero promossi in Ekstraklasa le prime quattro classificate: il Lechia Danzica, lo Śląsk Breslavia, il Piast Gliwice e l'Arka Gdynia.
Inoltre, a seguito della fusione del Dyskobolia col Polonia Varsavia, settimo classificato in I liga, il Polonia acquisì la licenza di partecipazione al campionato di Ekstraklasa, mentre il Dyskobolia ripartì dalle serie inferiori.

### Formula
Le sedici squadre partecipanti si affrontavano in un girone all'italiana con partite di andata e ritorno, per un totale di 30 giornate. La squadra prima classificata era campione di Polonia e si qualificava per il secondo turno preliminare della UEFA Champions League 2009-2010, mentre le squadre classificate al secondo e al terzo posto si qualificavano, rispettivamente, per il secondo e per il primo turno preliminare della UEFA Europa League 2009-2010, assieme alla vincitrice della Coppa di Polonia ammessa al terzo turno preliminare. Le ultime due classificate venivano retrocesse direttamente in I liga.

### Avvenimenti
Al termine del campionato all'ŁKS venne revocata la licenza di partecipazione al campionato e retrocesso all'ultimo posto in classifica.

## Squadre partecipanti
| Club             | Città            | Stadio                       | Stagione precedente |
| ---------------- | ---------------- | ---------------------------- | ------------------- |
| Arka Gdynia      | Gdynia           | Stadion GOSiR                | 4º posto in II liga |
| GKS Bełchatów    | Bełchatów        | Stadion GKS Bełchatów        | 9º posto in I liga  |
| Górnik Zabrze    | Zabrze           | Stadion im. Ernesta Pohla    | 7º posto in I liga  |
| Jagiellonia      | Białystok        | Stadion Miejski              | 14º posto in I liga |
| KS Cracovia      | Cracovia         | Stadion Cracovii             | 8º posto in I liga  |
| Lech Poznań      | Poznań           | Stadion Miejski              | 4º posto in I liga  |
| Lechia Danzica   | Danzica          | Stadion MOSiR                | 1º posto in II liga |
| Legia Varsavia   | Varsavia         | Stadio dell'esercito polacco | 2º posto in I liga  |
| ŁKS              | Łódź             | Stadion Miejski              | 11º posto in I liga |
| Odra             | Wodzisław Śląski | Stadio MOSiR                 | 12º posto in I liga |
| Piast Gliwice    | Gliwice          | Stadio Piast                 | 3º posto in II liga |
| Polonia Bytom    | Bytom            | Stadion Edwarda Szymkowiaka  | 13º posto in I liga |
| Polonia Varsavia | Varsavia         | Stadion Polonii Warszawa     | 7º posto in II liga |
| Ruch Chorzów     | Chorzów          | Stadion Ruchu Chorzów        | 10º posto in I liga |
| Śląsk Breslavia  | Breslavia        | Stadion Oporowska            | 2º posto in II liga |
| Wisła Cracovia   | Cracovia         | Stadion Miejski              | Campione di Polonia |

## Classifica finale
|  | Pos. | Squadra          | Pt | G  | V  | N  | P  | GF | GS | DR  |
|  | ---- | ---------------- | -- | -- | -- | -- | -- | -- | -- | --- |
|  | 1.   | Wisła Cracovia   | 64 | 30 | 19 | 7  | 4  | 53 | 21 | +32 |
|  | 2.   | Legia Varsavia   | 61 | 30 | 18 | 7  | 5  | 52 | 17 | +35 |
|  | 3.   | Lech Poznań      | 59 | 30 | 16 | 11 | 3  | 51 | 24 | +27 |
|  | 4.   | Polonia Varsavia | 54 | 30 | 15 | 9  | 6  | 40 | 23 | +17 |
|  | 5.   | GKS Bełchatów    | 54 | 30 | 17 | 3  | 10 | 40 | 28 | +12 |
|  | 6.   | Śląsk Breslavia  | 45 | 30 | 11 | 12 | 7  | 40 | 34 | +6  |
|  | 7.   | Polonia Bytom    | 35 | 30 | 10 | 5  | 15 | 30 | 46 | -16 |
|  | 8.   | Jagiellonia      | 34 | 30 | 9  | 7  | 14 | 28 | 34 | -6  |
|  | 9.   | Ruch Chorzów     | 34 | 30 | 9  | 7  | 14 | 22 | 32 | -10 |
|  | 10.  | Piast Gliwice    | 33 | 30 | 9  | 6  | 15 | 17 | 26 | -9  |
|  | 11.  | Lechia Danzica   | 32 | 30 | 9  | 5  | 16 | 30 | 44 | -14 |
|  | 12.  | Odra             | 32 | 30 | 8  | 8  | 14 | 23 | 40 | -17 |
|  | 13.  | Arka Gdynia      | 30 | 30 | 7  | 9  | 14 | 27 | 39 | -12 |
|  | 14.  | KS Cracovia      | 30 | 30 | 7  | 9  | 14 | 24 | 40 | -16 |
|  | 15.  | Górnik Zabrze    | 29 | 30 | 7  | 8  | 15 | 20 | 33 | -13 |
|  | 16.  | ŁKS              | 35 | 30 | 10 | 5  | 15 | 27 | 43 | -16 |

Legenda:
      Campione di Polonia e ammessa alla UEFA Champions League 2009-2010.
      Ammessa alla UEFA Europa League 2009-2010.
      Retrocessa in I liga 2009-2010.
Note:
Tre punti a vittoria, uno a pareggio, zero a sconfitta.
Il ŁKS è stato retrocesso all'ultimo posto perché gli è stata revocata la licenza di partecipazione.

## Risultati
|                  | Wis  | Leg  | LcP  | PoV  | GKS  | Ślą  | PoB  | Jag  | Ruc  | Pia  | LcD  | Odr  | Ark  | KSC  | Gór  | ŁKS  |
| ---------------- | ---- | ---- | ---- | ---- | ---- | ---- | ---- | ---- | ---- | ---- | ---- | ---- | ---- | ---- | ---- | ---- |
| Wisła Cracovia   | –––– | 1-0  | 1-4  | 2-1  | 2-1  | 2-0  | 1-0  | 1-0  | 2-0  | 2-0  | 3-0  | 3-1  | 4-0  | 4-1  | 3-1  | 0-0  |
| Legia Varsavia   | 2-1  | –––– | 1-1  | 2-2  | 3-0  | 4-0  | 3-1  | 2-0  | 4-1  | 3-1  | 3-0  | 4-0  | 2-0  | 4-0  | 0-0  | 1-0  |
| Lech Poznań      | 1-1  | 0-0  | –––– | 2-0  | 2-3  | 1-1  | 3-0  | 1-0  | 1-1  | 1-0  | 1-0  | 3-1  | 0-0  | 2-2  | 3-0  | 1-1  |
| Polonia Varsavia | 0-2  | 0-0  | 3-3  | –––– | 1-0  | 3-0  | 1-0  | 0-0  | 3-0  | 1-0  | 1-1  | 2-0  | 0-0  | 1-1  | 2-0  | 1-3  |
| GKS Bełchatów    | 0-0  | 1-0  | 2-3  | 1-2  | –––– | 2-1  | 3-1  | 2-0  | 1-0  | 0-0  | 1-0  | 3-0  | 1-1  | 3-0  | 1-0  | 0-2  |
| Śląsk Wrocław    | 2-1  | 1-1  | 0-2  | 0-1  | 2-1  | –––– | 3-0  | 2-0  | 3-1  | 0-1  | 1-1  | 4-0  | 2-1  | 1-1  | 1-1  | 3-0  |
| Polonia Bytom    | 1-1  | 1-0  | 1-1  | 0-4  | 1-2  | 1-1  | –––– | 1-0  | 0-3  | 1-0  | 4-1  | 1-1  | 2-1  | 1-0  | 2-0  | 2-3  |
| Jagiellonia      | 0-2  | 2-1  | 0-3  | 2-1  | 0-2  | 2-2  | 2-2  | –––– | 1-0  | 2-0  | 2-0  | 1-2  | 3-0  | 2-0  | 1-0  | 4-0  |
| Ruch Chorzów     | 1-0  | 0-1  | 2-0  | 1-3  | 0-1  | 1-2  | 2-1  | 0-0  | –––– | 0-0  | 2-1  | 0-1  | 0-0  | 2-0  | 0-1  | 2-0  |
| Piast Gliwice    | 1-1  | 0-1  | 1-2  | 0-2  | 1-0  | 0-1  | 1-0  | 1-1  | 0-0  | –––– | 0-2  | 0-1  | 1-2  | 2-0  | 1-0  | 2-1  |
| Lechia Danzica   | 2-4  | 2-3  | 0-3  | 0-0  | 1-2  | 1-1  | 0-1  | 3-1  | 2-0  | 0-0  | –––– | 3-1  | 2-1  | 2-0  | 1-0  | 2-1  |
| Odra             | 0-2  | 2-0  | 0-1  | 1-1  | 0-2  | 0-0  | 4-1  | 1-1  | 3-0  | 0-2  | 1-0  | –––– | 0-0  | 2-1  | 0-0  | 0-1  |
| Arka Gdynia      | 0-1  | 0-1  | 2-1  | 0-1  | 2-0  | 3-3  | 1-3  | 1-1  | 1-2  | 0-1  | 0-1  | 2-1  | –––– | 2-1  | 1-0  | 4-0  |
| KS Cracovia      | 1-1  | 0-3  | 0-1  | 1-0  | 1-0  | 1-1  | 0-1  | 2-0  | 0-0  | 1-0  | 3-1  | 0-0  | 0-0  | –––– | 0-0  | 2-0  |
| Górnik Zabrze    | 1-1  | 0-3  | 1-1  | 0-1  | 2-3  | 1-2  | 2-0  | 1-0  | 0-0  | 1-0  | 2-0  | 2-0  | 2-2  | 0-2  | –––– | 2-0  |
| ŁKS              | 0-4  | 0-0  | 0-3  | 1-2  | 0-2  | 0-0  | 2-0  | 1-0  | 0-1  | 0-1  | 2-1  | 0-0  | 3-0  | 4-3  | 2-0  | –––– |

## Statistiche

### Classifica Marcatori
Fonte: 90minut.pl
| Gol |  |  | Giocatore           | Squadra          |
| --- |  |  | ------------------- | ---------------- |
| 19  |  |  | Paweł Brożek        | Wisła Cracovia   |
| 19  |  |  | Takesure Chinyama   | Legia Varsavia   |
| 14  |  |  | Robert Lewandowski  | Lech Poznań      |
| 11  |  |  | Filip Ivanovski     | Polonia Varsavia |
| 10  |  |  | Dawid Nowak         | GKS Bełchatów    |
| 10  |  |  | Dariusz Pawlusiński | KS Cracovia      |
| 9   |  |  | Rafał Boguski       | Wisła Cracovia   |
| 9   |  |  | Hernán Rengifo      | Lech Poznań      |
| 9   |  |  | Semir Štilić        | Lech Poznań      |
| 9   |  |  | Tomasz Szewczuk     | Śląsk Breslavia  |